# Scurry (fumetto)
Scurry è una graphic novel di 3 volumi creata, scritta e disegnata da Mac Smith. La serie è stata pubblicata nel 2023 dalla Easy Prey Entertainment e distribuita in Italia dalla ReNoir Comics tra il 2023 e il 2024 in 3 volumi che raccolgono un totale di 10 parti tradotti da Antonio David Alberto.

## Trama
In un mondo postapocalittico in cui l'uomo è scomparso e il sole si vede raramente, una colonia di topi domestici lotta per sopravvivere a un lungo e strano inverno in una casa abbandonata. Quando le provviste iniziano a scarseggiare e i roditori sono costretti a cercare cibo lontano da casa, scopriranno che oltre le recinzioni si nasconde una minaccia peggiore dei gatti.
Dopo che un ultimo disperato tentativo di trovare del cibo è andato terribilmente storto, i due topi domestici Wix e Pict vengono mandati lontano da casa in una landa selvaggia piena di lupi famelici, serpenti affamati e feroci rapaci con la convinzione ingannevole di trovare del cibo per la colonia. Separati nella foresta, devono riunirsi e tornare al loro nido prima che sia troppo tardi.
Le loro strade si separano quando Wix si perde nei freddi boschi, ambiente molto ostico per un umile topo domestico, ma molte altre creature hanno imparato ad adattarsi alla nuova situazione dovuta alla scomparsa degli umani e i topi selvatici proteggono ostinatamente la loro terra dagli estranei. 
Dopo che una colonia di castori del nord ha sbarrato il fiume, formando un enorme lago che minaccia la valle, Wix incontra un misterioso trio di volpi che sembra tramare nell'ombra, che gli parla di un guardiano assente da tempo, un protettore della foresta, che nessuno sa se sia ancora vivo.
Nel profondo del bosco, Pict e la ritrovata Wix fanno una terribile scoperta e si precipitano a casa per impedire agli anziani di commettere un errore che potrebbe portare alla distruzione dell’intera colonia. Ma una spietata banda di traditori, stufa dei tentennamenti degli anziani, trama per prendere il controllo della colonia.